# バリア＝ヴンタウ省

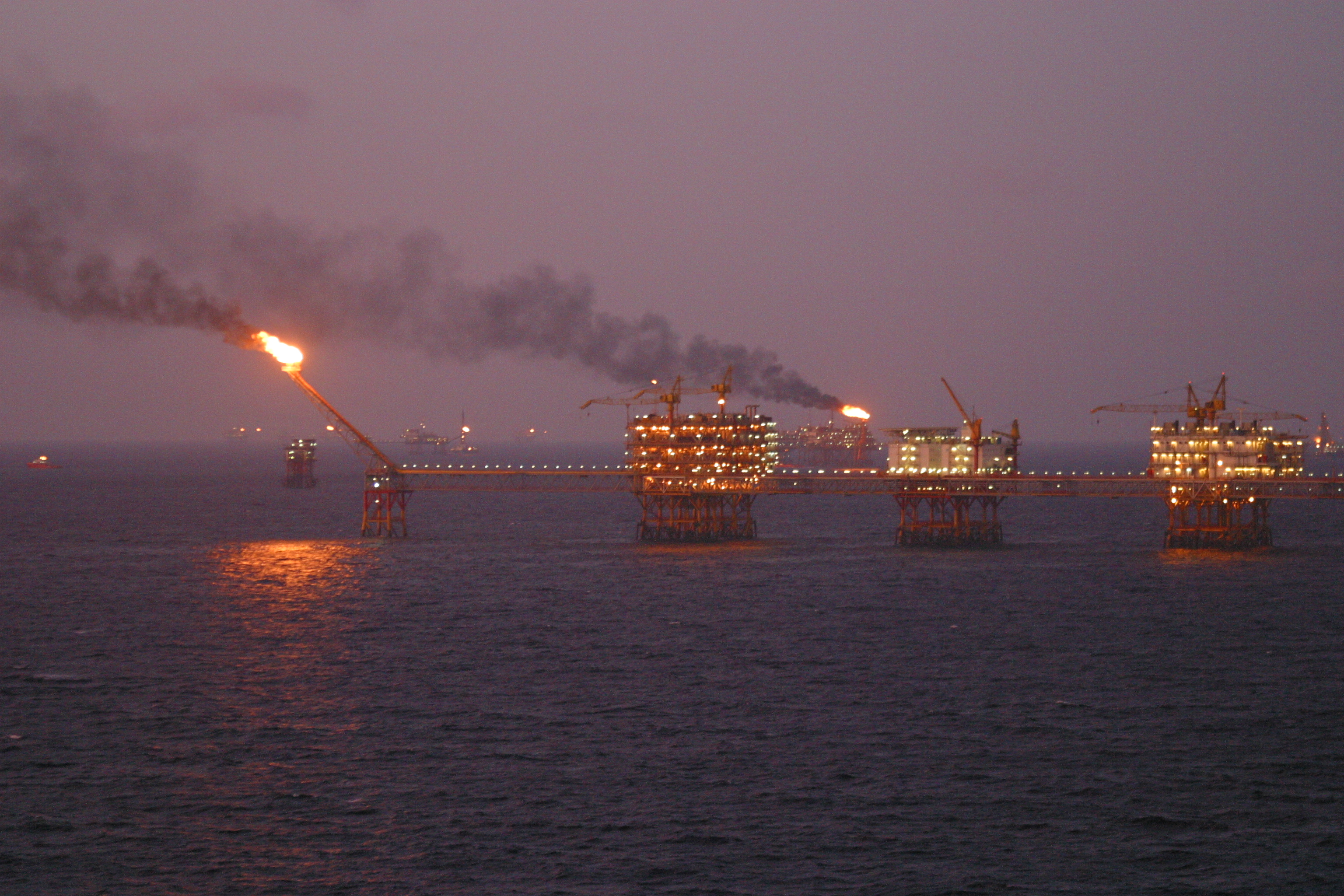
ヴンタウの沖合にあるバクホー油田

バリア＝ヴンタウ省（バリア＝ヴンタウしょう、ベトナム語：Tỉnh Bà Rịa-Vũng Tàu / 省婆地-淎艚?  ハノイ発音、 ホーチミン発音）は、ベトナムのかつての省（地方自治体）。省都は、2012年5月よりバリア市。旧省都はヴンタウ市。
「バリア＝ブンタウ省」、「バリアブンタウ省」と表記されることも多い。バリア（リア婆）は同地の建設に貢献したNguyễn Thị Rịa (1665 – 1759)を指すとする説が存在する。
2025年、ビンズオン省と共にホーチミン市に統合された。

## 地理
南東部に位置する。また、石油を産出する。ホーチミン市から気軽に行ける海水浴場としても有名。

## 隣接行政区画
- ホーチミン市
- ドンナイ省
- ビントゥアン省

## 行政区画
3市4県で構成される。
- バリア市（Bà Rịa / 婆地）

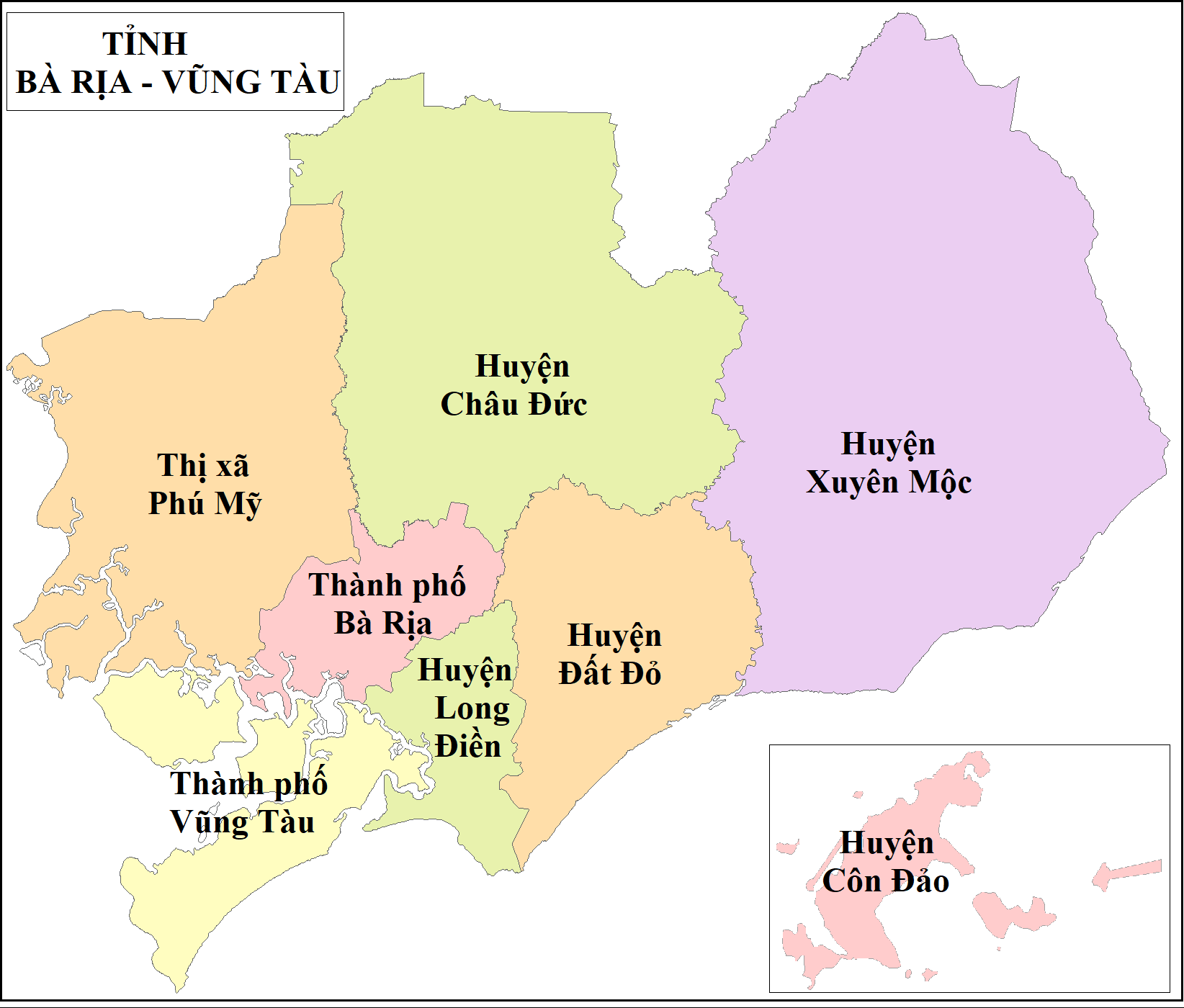
地図

- ヴンタウ市（Vũng Tàu / 淎艚）
- フーミー市（Phú Mỹ / 富美）
- ロンダット県（Long Đất / 隆坦）
- チャウドゥク県（Châu Đức / 周德）
- コンダオ県（Côn Đảo / 崑島）：島嶼県
- スエンモック県（Xuyên Mộc / 川木）

## 交通
- 南部経済回廊（ブンタウ（ブンタウ港）～ホーチミン市～プノンペン～シアヌークビル～バンコク～ダウェイ（ダウェイ港））